# رون باركر
رون باركر (بالإنجليزية: Ron Parker)‏ هو لاعب كرة قدم أمريكية أمريكي، ولد في 17 أغسطس 1987 في Saint Helena Island (South Carolina) ‏ في الولايات المتحدة.

## وصلات خارجية
- رون باركر على موقع مرجع كرة القدم المحترفة.كوم (الإنجليزية)